# Енменнуна
Енменнуна — правитель раннього династичного II періоду Шумеру після Всесвітнього потопу, представник династії міста-держави стародавнього Шумеру Кіша. Відповідно до Ніппурського царського списку правив упродовж 660 років.
Про родинні зв'язки Енменнуни з попереднім правителем, Баліхом, нічого не відомо. Період його правління датується приблизно 2900 роком до н. е.